# キリヤマ太一
キリヤマ 太一（キリヤマ たいち、1971年〈昭和46年〉12月27日 - 2019年〈令和元年〉7月下旬）は、日本の原画家、キャラクターデザイナー、ディレクターである。アダルトゲームメーカーストーンヘッズに所属し、キャラクターデザイン、原画、企画、ディレクションを担当した。中でも同社のゲームブランド「CODEPINK」では全ての作品の原画を担当していた。近年は同人活動も行っていた。

## 来歴
ペンネームはウルトラセブンのキリヤマ隊長に由来する。
もとはアニメーター志望だったが、自身が遅筆であることからアニメ業界を諦め、美少女ゲーム業界を志した。
PILの『PILcaSEX』でゲームの原画家としてのデビューを果たす。その後、『MAID iN HEAVEN 〜愛という名の欲望〜』を企画し、本格的に原画家として活動を始める。
2019年7月下旬死去。同年11月1日に表紙イラストを手がけていた『コミックホットミルク』の発行元コアマガジン第2編集部のTwitterアカウントにて公表された。満47歳。

## 作品一覧

### アダルトゲーム
STONE HEADS
- 欲望執行人（原画）
- XXXXX（ファイブ・エックス）（原画）
- タイピングSM 鞭打（原画）

CODEPINK
- SEXFRIEND～セックスフレンド～（企画/原画/キャラクターデザイン）
- Sweet Home～Hなお姉さんは好きですか?～（企画/原画/キャラクターデザイン）
- 皇涼子のBitchな1日（企画/原画/キャラクターデザイン）
- ヌキアニ!! メガネでおっぱいな女教師の淫乱学園生活with皇涼子のBitchな1日（原画）
- ヌキアニ!! Sweet Home（企画/原画/キャラクターデザイン）

PIL
- MAID iN HEAVEN～愛という名の欲望～（企画/原画/キャラクターデザイン）
  - MAID iN HEAVEN SuperS（企画/原画/キャラクターデザイン）

### 漫画作品
- 淫美てーしょんず （2017.12 メガストアウェブコミックス コアマガジン）

### CG集
サークルSIRIUS名義。
- かすみちゃんとのべつまくなし
- かすみちゃんとのべつまくなし2
- かすみちゃんとのべつまくなし3
- まいちゃんとのべつまくなし
- かすみちゃんとのべつまくなし4
- かすみちゃんとのべつまくなし5
- あやねちゃんとのべつまくなし
- GOOD TO GO
- かすみちゃんとのべつまくなし6
- 女天狗とのべつまくなし
- かすみちゃんとのべつまくなし7

### 単行本イラスト
- 高橋恒星 『Harem Racer 恋のレギュレーション待ったなし! パラダイムノベルズ』 パラダイム、2000年
- 布施はるか 『SEXFRIEND パラダイムノベルズ』 パラダイム、2003年
- バリカン腱司 『MAID iN HEAVEN～愛という名の欲望～』 パラダイム、2005年
- バリカン腱司 『MAID iN HEAVEN SuperS』 パラダイム、2005年